# Saba (Caribien)
 For alternative betydninger, se Saba (flertydig). (Se også artikler, som begynder med Saba)
Saba er en lille ø i Caribien som er en særlig kommune i Nederlandene med The Bottom som øens største by.
De Nederlandske Antiller ophørte d. 10. oktober 2010 med at eksistere som en administrativ enhed. Øerne fik fra denne dato ny status indenfor Nederlandene: Bonaire, Sint Eustatius og Saba er herefter en direkte del af Nederlandene som særlige kommuner, og Curaçao og Sint Maarten har nu status som selvstændige lande indenfor Nederlandene – samme status som Aruba fik i 1986. 
Sabas lufthavn, Juancho E. Irausquin Airport (IATA: SAB, ICAO: TNCS), har den korteste landingsbane i verden brugt til kommerciel flyvning og er 1300 feet/400 meter. Der er 5-6 daglige afgange til Sint Marteen (The Princess Juliana International Airport) og endvidere også flyvninger til St. Eustatias. Alle flyvninger foregår med Winair og turen til og fra Sint Marteen tager ca. 12 minutter.